# Ishi

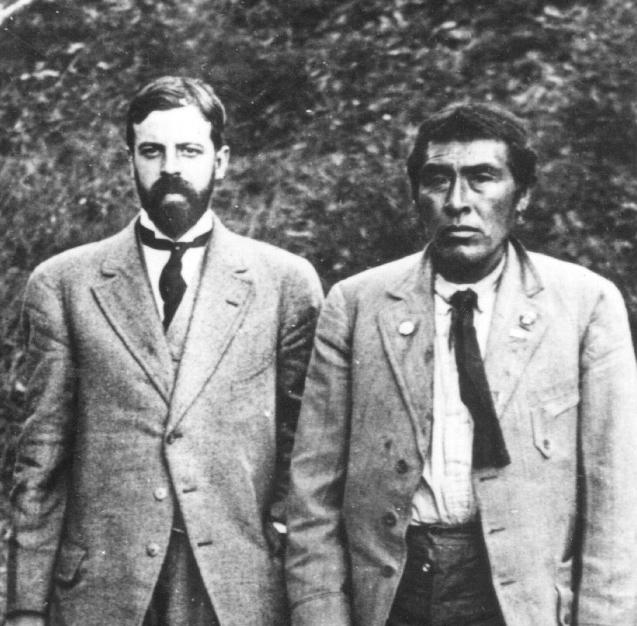
Ishi con Alfred L. Kroeber (1911).

Ishi (¿1860?-25 de marzo de 1916) fue el nombre dado al último miembro de la tribu de los yahi de California, Estados Unidos. La palabra ishi significa hombre en idioma yahi. Se considera a Ishi como el último nativo de la California septentrional que vivió fuera de la influencia de la cultura occidental.

## Los yahi
A partir de 1849, año de la fiebre del oro de California, el pueblo yana sufrió la violencia de los inmigrantes europeos. De ser más de dos mil yani en 1850 llegaron a ser no más de una quincena en 1870.
Estos supervivientes eran los yahi, es decir, un subgrupo de los yana que vivían al sur del territorio yana entre los ríos Mille Creek y Deer Creek, al este de Sacramento, en las laderas del Mont Lassen. 
Eligieron permanecer "libres" y vivieron más de cuarenta años recluidos en la clandestinidad. En 1908 no eran más que cuatro y, tras el descubrimiento por una expedición de técnicos de una presa hidroeléctrica de su último escondite, no quedó más que uno, Ishi.

## Ishi
Ishi, cuyo auténtico nombre es desconocido ya que en su sociedad era tabú decir su propio nombre, permaneció solo hasta 1911. El 29 de agosto de ese año apareció en Oroville, California, donde, tras ser visto por gentes del pueblo, fue capturado por el sheriff local, en parte para su protección.
Se le trasladó al museo de antropología de la Universidad de California en San Francisco donde permaneció el resto de sus días estudiado por los antropólogos Alfred Kroeber y Thomas Talbot Waterman. Ishi murió de tuberculosis el 25 de marzo de 1916.

## Popularidad
La historia de Ishi se popularizó a raíz de un libro de Theodora Kroeber, esposa de Alfred L. Kroeber, que usó las notas y comentarios de su marido para crear la historia de un hombre al que no había conocido. El libro Ishi in Two Worlds (Ishi en dos mundos), se publicó tras la muerte de Alfred Kroeber en 1960.
Ishi fue muy importante ya que de él se saca la siguiente frase citada textualmente:

Cuando el último árbol sea cortado, cuando el último río sea contaminado, se darán cuenta que el dinero no se come.